# Symrise
Symrise è un'azienda produttrice di fragranze e aromi, compresa nell'indice azionario DAX 40 della borsa tedesca. Symrise è stata fondata nel 2003 dalla fusione della Haarmann & Reimer (controllata dalla Bayer) e Dragoco, entrambe con sede a Holzminden, in Germania. È inoltre membro della International Fragrance Association (IFRA) e della European Flavour Association.

## Storia

### Haarmann & Reimer
Nel 1874 Wilhelm Haarmann e Ferdinand Tiemann svilupparono un processo per produrre vanillina dalla coniferina. Nello stesso anno Harmann e Tiemann fondarono a Holzminden un'azienda per la produzione di vanillina sintetica (Vanillinfabrik Dr. Wilhelm Haarmann).
Nel 1876 Karl Reimer entrò a far parte dell'azienda, che cambiò nome in Haarmann & Reimer. Reimer aveva sviluppato un nuovo metodo per ottenere aldeidi aromatiche facendo reagire soluzioni acquose di fenolati con cloroformio (in seguito la reazione sarà denominata reazione di Reimer-Tiemann). Questa reazione permise di produrre vanillina sintetica per la prima volta in modo redditizio. L'azienda iniziò inoltre a produrre fragranze sintetiche e estratti naturali vegetali. Nel 1953 l'azienda fu acquisita dalla Bayer, pur continuando ad operare in modo indipendente.
Nel 1973 fu realizzata per la prima volta la produzione industriale sintetica del mentolo. A livello internazionale lo sviluppo portò all'acquisizione di stabilimenti e aziende in tutto il mondo.

### Dragoco
Nel 1919 Carl Wilhelm Gerberding e August Bellmer fondarono l'azienda Dragoco a Holzminden. Inizialmente venivano prodotti profumi e saponi; in seguito anche aromi e basi cosmetiche. Dopo la seconda guerra mondiale divenne uno dei maggiori produttori mondiali di queste categorie.

### Symrise
Nel 2003 Symrise nasce dalla fusione tra Haarmann & Reimer e Dragoco. Symrise diventa la quarta azienda più grande al mondo nel mercato degli aromi e delle fragranze. Nel 2007 viene inserita nell'indice azionario MDAX della borsa tedesca, e nel 2021 nell'indice DAX 40.
Nel tempo, Symrise ha effettuato varie acquisizioni di altre società. Tra le più rilevanti:
- 2013 Belmay, produttore statunitense di fragranze.
- 2014 Diana S.A.S., produttore di aromi naturali e leader nel mercato del cibo per animali.
- 2016 l'unità Renessenz di Pinova, fornitrice di ingredienti naturali e rinnovabili per profumi e igiene orale.
- 2020 il settore fragranze e aromi dalla Sensient Technologies Corporation.

## Critiche
Symrise AG è stata criticata per aver mantenuto le sue operazioni in Russia nonostante gli appelli internazionali a ritirarsi dal mercato russo a seguito dell'invasione russa dell'Ucraina del 2022. Nel 2023, l'azienda ha riportato vendite in Russia per un totale di 110 milioni di euro e impiegava 130 lavoratori nel paese. Il direttore generale delle operazioni russe di Symrise, Viktor Denisenko, era associato al partito Russia Unita, e sua moglie avrebbe lavorato nell'ufficio presidenziale russo. Nonostante le tensioni geopolitiche, Symrise ha annunciato piani per una crescita ulteriore in Russia, puntando a un aumento del 15 % delle vendite e del 20 % dei profitti entro il 2024.